# Guerra de Urbino
La guerra de Urbino de 1517 fue un episodio bélico secundario enmarcado en el contexto de las guerras italianas.
El conflicto tuvo lugar después de la guerra de la Liga de Cambrai (1508-1516), cuando Francesco Maria della Rovere decidió tomar ventaja de la situación de guerra en la península italiana para recuperar el ducado de Urbino, del cual había sido desposeído el año anterior en favor de Lorenzo II de Médici. A principios de 1517 se presentó ante las murallas de Verona para contratar a las tropas que habían sitiado la ciudad para la república de Venecia. Della Rovere consiguió levantar un ejército de unos 5000 soldados de infantería y 1000 de caballería que puso bajo las órdenes de Federico Gonzaga, señor de Bozzolo. 
El 23 de enero de 1517 estas fuerzas llegaron frente a las murallas de Urbino, donde derrotaron a Francesco del Monte, condotiero del papa León X y entraron en la ciudad, aclamados por la población.
León X reaccionó levando un ejército de 10 000 soldados bajo el mando de Lorenzo II de Médici, que fue enviado a la ciudad de Urbino contra las tropas de della Rovere.
Lorenzo resultó herido por una bala de arcabuz el 4 de abril, durante el asedio al castillo de Mondolfo, y regresó a Toscana, siendo reemplazado en el mando por el cardenal Bibbiena. Éste fue derrotado con importantes pérdidas en Monte Imperiale y forzado a retirarse a Pésaro.
La guerra terminó con la falta de fondos de Francesco Maria della Rovere, que pronto se vio incapaz de pagar a sus tropas. Tras algunas victorias infructuosas en Toscana y Umbría, comenzó a buscar un acuerdo diplomático con el papa. En septiembre ambos firmaron un tratado por el cual della Rovere fue dispensado de todas las condenas religiosas hechas contra él; León X le permitió retirarse a Mantua con sus fuerzas y conservar la biblioteca de Urbino, recopilada por el antiguo duque de Urbino Federico da Montefeltro. A la muerte del pontífice en 1521 el ducado, fue recuperado por Francesco.